# Microsoft Flight Simulator 2024
Microsoft Flight Simulator 2024 es un videojuego de simulación de vuelos desarrollado por Asobo Studios, y distribuido por Xbox Game Studios. Es el sucesor de Microsoft Flight Simulator (2020), Fue lanzado el 19 de noviembre de 2024, para Windows y Xbox Series X/S, habiéndose anunciado en la Xbox Games Showcase 2023, el 11 de junio de 2023. Incluye un sistema de misiones al estilo del modo carrera.

## Jugabilidad
Los nuevos tipos de misiones incluyen el apoyo a la extinción de incendios, búsqueda y rescate, transporte de cargas con helicópteros, traslados sanitarios con aeronaves en la modalidad de ambulancias aéreas, fumigación de cultivos, rescates de montaña, lanzamiento de paracaidistas, apoyo a la construcción de grúas, transporte de cargas de gran tamaño con aeronaves Airbus A300-600ST Super Transporter (Beluga), misiones de transporte de cargas a zonas árticas con Airbus A400M Atlas, vuelos chárter VIP y de transporte ejecutivo, carreras aéreas, reconocimiento meteorológico, vuelos de prueba de aeronaves experimentales y vuelos adaptados al perfil del terreno con aviones de ataque al suelo Fairchild-Republic A-10 Thunderbolt II. Los nuevos tipos de aviones incluyen planeadores, dirigibles, globos aerostáticos, y aviones de pasajeros, mientras que entre las nuevas características ambientales del simulador se incluyen nieve, tornados, auroras, migración de animales y manadas, animales marinos, las cuatro estaciones del año, mejores informes de tráfico terrestre en aeropuertos y de seguimiento de vuelos.
Si bien Microsoft Flight Simulator 2024 es una versión y un producto independiente, Microsoft declaró que "prácticamente todos" los complementos (como aeronaves o aeropuertos) comprados en el mercado en línea de Flight Simulator funcionarán con esta nueva edición, aunque aún no está claro si los complementos externos de terceros pueden funcionar[cita requerida]. La compañía también describió las nuevas misiones y aeronaves como parte de los modos de carrera. Además, el simulador tendrá un motor de físicas mejorado, con mayor control para la dinámica de vuelo para aeronaves que sean añadidas de terceros, sistemas eléctricos, neumáticos, hidráulicos, de combustible y de aviónica mejorados, como así también multihilos, para un mejor rendimiento.